# Eugen Baumann
Eugen Baumann (12 de dezembro de 1846 – 3 de novembro de 1896) foi um destacado químico alemão, cujas contribuições foram fundamentais para o desenvolvimento da química orgânica no final do século XIX. Baumann é amplamente reconhecido por ser uma das primeiras pessoas a sintetizar o cloreto de polivinila (PVC), um polímero que mais tarde se tornaria essencial em diversas aplicações industriais e cotidianas.
Nascido em Cannstatt, Reino de Württemberg, Eugen Baumann mostrou desde cedo um interesse profundo pelas ciências naturais, o que o levou a estudar química na Universidade de Tübingen, onde obteve seu doutorado. Sua carreira acadêmica e científica foi marcada por diversas contribuições importantes, tanto em instituições de pesquisa quanto em colaborações com outros cientistas renomados.
Uma de suas realizações mais notáveis foi a descoberta da reação de Schotten-Baumann, em parceria com Carl Schotten, em 1883. Essa reação química, que envolve a formação de amidas e ésteres a partir de cloretos de ácido, tornou-se uma técnica padrão na química orgânica e é amplamente utilizada em sínteses industriais e laboratórios até os dias atuais. A reação Schotten-Baumann é particularmente importante na síntese de compostos farmacêuticos e polímeros, demonstrando a relevância duradoura da descoberta de Baumann.
Além dessas realizações, Eugen Baumann conduziu pesquisas pioneiras sobre compostos de enxofre e foi um dos primeiros a isolar o hormônio tireoidiano, contribuindo significativamente para o campo da bioquímica.
Baumann faleceu prematuramente em Freiburg im Breisgau em 1896, mas seu legado científico continua a influenciar a química moderna. Suas descobertas não apenas abriram novos caminhos na pesquisa científica, como também estabeleceram fundamentos para o desenvolvimento de materiais e processos que ainda hoje impactam a tecnologia e a indústria.

## História
Baumann nasceu em Cannstatt, que hoje faz parte de Stuttgart. Depois de ter frequentado um ginásio em Stuttgart, ele foi educado na farmácia de seu pai. Durante seu tempo em Stuttgart, ele participou das palestras de Hermann von Fehling na Universidade de Stuttgart.
Para ampliar sua educação, ele foi a Lübeck e Gotenburgo para trabalhar em farmácias lá. Mais tarde, ele estudou farmacia na Universidade de Tübingen. Ele passou seu primeiro exame em 1870 e recebeu seu doutorado em 1872 por trabalhar com Felix Hoppe-Seyler. Ele seguiu Hoppe-Seyler para a Universidade de Straßburg, onde fez sua Habilitação em 1876. No mesmo ano, Emil Heinrich Du Bois-Reymond lhe ofereceu um cargo como chefe do Departamento de Química do Instituto de Fisiologia em Berlim. Em 1882, Baumann tornou-se professor de medicina naquele instituto, e posteriormente obteve um cargo de professor na Universidade de Freiburg.
Em 1895, ele assumiu a gestão da Zeitschrift für Physiologische Chemie de Hoppe-Seyler com Albrecht Kossel.
De 1883 até sua morte, Baumann foi casado com Theresa Kopp, filha do químico Hermann Kopp, e tiveram cinco filhos. Ele morreu aos 49 anos devido a um problema cardíaco.

## Trabalho
A pesquisa sobre compostos organossulfurados presentes na urina foi um marco significativo no desenvolvimento da química fisiológica. Esses estudos iniciais proporcionaram a base para a compreensão dos processos bioquímicos e metabólicos relacionados aos compostos de enxofre no organismo humano.
Eugen Baumann foi um pioneiro na identificação das fontes desses compostos aromáticos na urina, que foram encontrados principalmente em aminoácidos aromáticos, como a tirosina. A tirosina, um aminoácido crucial para a produção de neurotransmissores e hormônios, como a dopamina e a tiroxina, desempenha um papel essencial na síntese de proteínas e na regulação hormonal.
Além de suas investigações sobre compostos aromáticos, Baumann fez contribuições importantes para a química organossulfurada, através da síntese de tiocetais e tioésteres. Essas substâncias, que contêm átomos de enxofre em suas estruturas, têm aplicações significativas em várias áreas da química e da medicina. Por exemplo, os tiocetais foram posteriormente utilizados em anestesia, demonstrando a importância prática das descobertas de Baumann para o avanço da farmacologia e das práticas clínicas.
Outra contribuição notável de Baumann foi a comprovação de que a tiroxina, um hormônio produzido pela glândula tireoide, era o ingrediente ativo responsável por suas funções reguladoras. Este achado foi crucial para a compreensão do papel da tireoide na regulação do metabolismo e da homeostase corporal, e marcou um avanço significativo na endocrinologia.
As descobertas e inovações de Eugen Baumann não apenas ampliaram o conhecimento na química organossulfurada, mas também estabeleceram fundamentos para a química fisiológica moderna, influenciando pesquisas futuras e aplicações terapêuticas em diversos campos da ciência.

## Reacção Schotten-Baumann

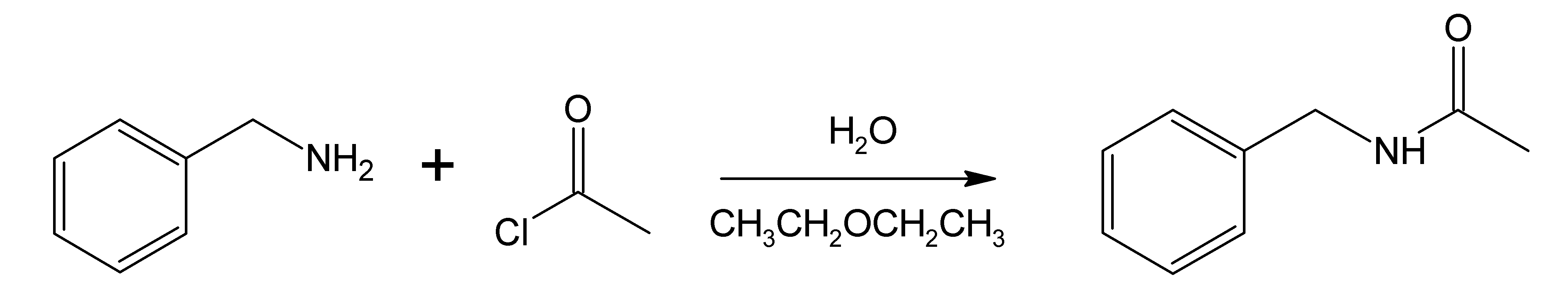
Um exemplo de uma reação Schotten-Baumann. A Benzylamine reage com o Cloreto de acetilo sob condições de Schotten- Baumann para formar N- N-benzil acetamida.

Durante seu trabalho no instituto fisiológico, Baumann, juntamente com Carl Schotten, descobriu um método para sintetizar Aminos a partir de aminas e Cloretos ácidos; este método ainda é conhecido como a reação Schotten-Baumann.